# Rudderless
Rudderless es un drama musical estadounidense dirigido por William H. Macy, su largometraje debut como director. La película es protagonizada por Billy Crudup y Anton Yelchin, y cuenta con estrellas como Felicity Huffman, Selena Gomez, Laurence Fishburne y Miles Heizer. Se estrenó en el Festival de Cine de Sundance 2014, el 24 de enero de ese año.

## Argumento
Sam Manning (Billy Crudup) es un importante ejecutivo de publicidad, cuya vida es destrozada por la trágica muerte de su hijo Josh (Miles Heizer) en un tiroteo en una universidad. Tras dos años de duelo, ahora vive alejado de su pasado en un velero atracado en un lago, mientras ahoga su dolor en el alcohol. En una visita de su exesposa Emily (Felicity Huffman), quien le trae los antiguos objetos musicales de su hijo, Sam descubre una caja llena de discos y libros con canciones escritas y grabadas por él antes de morir, lo que le permite descubrir una faceta que no conocía de Josh por los años que desperdició trabajando. Sam comienza a aprenderse los temas y a interpretarlos, hasta que un día se arma de valor para tocar en un bar local perteneciente a Trill (William H. Macy), donde distintos músicos amateur tienen la posibilidad de presentarse. 
Es ahí cuando Quentin (Anton Yelchin), un joven y tímido músico de la audiencia, se fascina por las letras que Sam interpretó y lo sigue para conocer más sobre él y esas melodías. Sam crea un lazo con Quentin, quien tiene la misma edad de su fallecido hijo, por lo que forman una banda junto a otros amigos veinteañeros de él. Sam les presenta las canciones que Josh escribió, sin mencionarles palabra alguna sobre su pasado y la trágica historia de su hijo. La banda toma forma, nombrándose Rudderless y se convierten en un éxito local, cambiando la vida de todos los integrantes, hasta que una oscura verdad sobre Sam y Josh saldrá a la luz. 
La exnovia de Josh, Kate Ann (Selena Gomez), reconoce a Sam en una de las presentaciones de Rudderless y lo encara a la salida del bar por apropiarse de las canciones que él dejó como legado. Es ahí cuando Sam decide visitar la tumba de Josh tras varios años, y se revela que en realidad su hijo fue el asesino de la masacre y no una víctima como se pensaba. La banda gana éxito, logrando un concierto importante y Sam comienza a cuestionarse si es que está bien seguir apropiándose del legado oscuro de su atormentado hijo, por lo que se aleja del grupo. Sin embargo, vuelve tras petición de Quentin y sus amigos con la condición de empezar a potenciar las composiciones propias de Quentin. El día del gran concierto, Kate Ann se aparece y le revela a Quentin y los otros, molesta por todos los problemas públicos que vivió tras la muerte de Josh. Quentin encara a Sam, quien le confirma que le mintió y éste lo golpea, cancelando la presentación e instando a Sam a volver al alcohol y la depresión.
Sam toca fondo cuando borracho intenta pasar una reja que le impedía el paso a su velero. Se cae y rompe la vieja guitarra de Josh. A la mañana siguiente, arruina un formal evento realizado por sus vecinos con veleros, en venganza por los malos ratos que le habían hecho pasar por no estar de acuerdo con sus reglas. Sam es detenido por la policía y le pide a Del (Laurence Fishburne), el dueño de la tienda de música del pueblo, que lo rescate, confesándole ser el padre del asesino del tiroteo. Del le dice que lo reconoció en el primer instante en que entró a su tienda, y que a pesar de que su hijo fue un monstruo, siente empatía por Sam ya que no fue su culpa. 
Sam decide dejar atrás su vida como ermitaño. Se compra un auto y visita a su exesposa para entregarle los discos de Josh, diciéndole que quizás cuando crezca el nuevo hijo de ella quiera conocer el lado bueno de su fallecido hermano, y no influenciarse por lo que dice la gente. Luego visita a Del, quien está rematando los últimos objetos de su tienda ya que planea venderla para retirarse. Allí Sam reconoce las guitarras de Quentin, quien decidió empeñarlas y alejarse de la música tras enterarse de que las canciones que tocó y se enamoró pertenecían a un trastornado asesino. Sam le compra las guitarras a Del y le pregunta si ya tiene una buena oferta para comprar su tienda, a lo que él responde que no y le propone permutar su velero a cambio del local, por lo que Del acepta. Sam visita a Quentin en su trabajo para devolverle sus guitarras. Le pide perdón y lo convence de que vuelva a la música, ya que es muy talentoso y tiene futuro por cuenta propia. Quentin revisa los instrumentos que Sam le acaba de regalar y se da cuenta de que le compró la guitarra Les Paul que tanto anhelaba cuando visitaba la tienda de Del. 
Finalmente, Sam visita el bar de Trill para tocar una última vez. Se sube al escenario y le confiesa al público que es el padre del asesino del tiroteo, y que interpretará una canción escrita por él. Sam comienza a tocar el tema que Josh grabó la noche anterior antes de cometer el tiroteo, y cuya letra refleja el momento por el que él pasaba. El público, impactado, lo mira con atención, mientras sus caras reflejan aversión al estar escuchando la obra de un asesino. Sin embargo, mientras Sam sigue interpretando el tema, algunos espectadores se emocionan al reflexionar sobre el calvario que Sam tuvo que pasar.

## Reparto
- Billy Crudup como Sam Manning.
- Anton Yelchin como Quentin.
- Felicity Huffman como Emily.
- Selena Gomez como Kate Ann Lucas.
- Laurence Fishburne como Del.
- Miles Heizer como Josh Manning.
- William H. Macy como Trill.
- Ben Kweller como Willie.
- Kate Micucci como Peaches.
- Jamie Chung como Lisa Martin.
- Peter Spruyt como Alaird Dupree.
- Suzanne Krull como Bertie Dupree.
- Zoe Graham como Lizzie.
- Mollie Milligan como Debbie D.
- Brad Greiner como Turk.
- David Flannery como Jacob Taylor.
- Stacy Cunningham como Joyce.
- Joey Bicicchi como Quick
- Kenneisha Thompson como Keri.
- Michele Rene como Tina.

## Producción
Jeff Robison y Casey Twenter trabajaron juntos en el guion durante unos cinco meses en el otoño de 2008. William H. Macy esperó un año para volver a trabajar en el guion con los escritores una vez que subió a bordo del proyecto. El rodaje comenzó el 21 de abril, en 2013 en la ciudad de Oklahoma y Guthrie, Oklahoma. Algunas escenas se rodaron en la Universidad Central de Oklahoma.  El rodaje terminó el 26 de mayo de 2013.